# دولنی خواتلینی
دولنی خواتلینی (به چکی: Dolní Chvatliny) یک منطقهٔ مسکونی در جمهوری چک است که در ناحیه کولین واقع شده‌است. دولنی خواتلینی ۱۲٫۲۱ کیلومتر مربع مساحت و ۴۳۶ نفر جمعیت دارد و ۲۹۵ متر بالاتر از سطح دریا واقع شده‌است.